# Chermignon
Chermignon foi uma comuna da Suíça, no Cantão Valais, com cerca de 2.987 habitantes. Estendia-se por uma área de 5,36 km², de densidade populacional de 517 hab/km².  Confinava com as seguintes comunas: Lens, Montana, Sierre. 
A língua oficial nesta comuna era o Francês.

## História
Em 1 de janeiro de 2017, passou a formar parte da comuna de Crans-Montana.